# Santiago del Estero
Santiago del Estero är provinshuvudstad i den argentinska provinsen Santiago del Estero i norra  Argentina. Staden är den äldsta bosättningen i Argentina och har varit bebodd sedan 1553. Santiago del Estero är den största staden i departementet med samma namn.

## Historia
Santiago del Estero är den äldsta kontinuerligt bebodda bosättningen i Argentina. Staden grundades 1553 av Spanjorer som kom från Peru. Staden flyttades till sin nuvarande plats 1556, vid Dulcefloden.

## Näringsliv
Trots att klimatet är extremt torrt och varmt bedrivs tack vare konstbevattning odlingar i landskapet omkring staden, och livsmedelsindustrin är den viktigaste näringen.

## Bebyggelse
Flera historiskt värdefulla byggnader finns i staden, bland annat en gotisk kyrka från 1590.

## Kommunikationer
Staden har en flygplats, Vicecomodoro Ángel de la Paz Aragonés Airport (SANE), belägen 6 kilometer från centrum med regelbundna avgångar till Buenos Aires och Tucumán.